# Papey
Papey är en ö utanför Berufjördur i Austurland i Island. Arean är 2,0 kvadratkilometer  och öns högsta punkt är 50 meter över havet. 
Papey har fått sitt efter papar, som var namnet på de eremitiska iriska munkar som tros ha slagit sig ned i bland annat Island på slutet av 700-talet samt 800- och 900-talet, under en period när nordiska vikingar härjade kloster i Irland. Inga arkeologiska utgrävningar har dock gjorts som kan belägga att papar varit bosatta på ön.
Ön var bebodd in på 1900-talet. Det fanns en bondgård där, som också som näringsfång hade insamlandet av ägg och dun från öns fågelberg.